# Iulian Apostatul

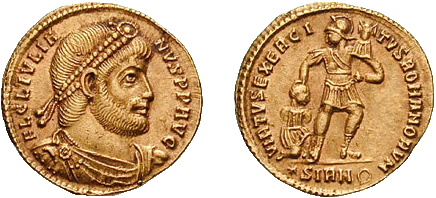
Solidus (monedă de aur de 4,28 grame) avers: FL CL IVLIA-NVS P P AVG, capul lui Iulian Apostatul purtând o diademă de perle, spre dreapta; revers: un soldat roman în armură ține de păr un prizonier îngenuncheat; circular: VIRTVS•EXERCITVS•ROMANORVM; în exergă: *SIRM (marcă a monetăriei de la Sirmium)

Flavius Claudius Iulianus (n. 17 noiembrie 331 d.Hr., Constantinopol, Roma Antică – d. 26 iunie 363 d.Hr., Mesopotamia, Irak) a fost un împărat roman care a domnit între 361 - 363, el fiind ultimul împărat roman păgân.

## Viața
Născut la Constantinopol ca fiu al lui Iulius Constantinus (fratele vitreg, asasinat în 337, al lui Constantin cel Mare), Iulian este elev al lui Libanios și Maximos din Tyr.
A abandonat religia creștină în 351 în favoarea unui politeism neoplatonician. La 6 noiembrie 355 este desemnat de împăratul Constantin II caesar al provinciilor din Occident.
În februarie 360, la Luteția (astăzi, Paris), trupele din Occident îl proclamă împărat. După moartea lui Constanțiu al II-lea, la Tarsos (3 noiembrie 361), Iulian este recunoscut ca unic împărat al imperiului și vine la Constantinopol. Scurta lui domnie stă sub semnul reacției anticreștine și încercărilor de reînviere a cultelor păgâne, a obiceiurilor și moravurilor străbune. Adoptă edicte anticreștine, care-i aduc cognomenul de Apostatul. Posesor al unei vaste culturi filosofice și filologice, Iulian a lăsat o bogată și multilaterală operă literară scrisă în limba greacă.
Rănit în lupta de la Maranga, de pe fluviul Tigru, Iulian moare câteva zile mai târziu, la 26 iunie 363. Cu el se sfârșește dinastia întemeiată de Constantin cel Mare.

## Încercarea de a reconstrui Templul din Ierusalim
În 363, nu cu mult timp înainte ca Iulian să părăsească Antiohia pentru a lansa o campanie împotriva Persiei, ca urmare a efortului său de a promova alte religii decât creștinismul, a ordonat reconstrucția templului. Un prieten personal al lui, Ammianus Marcellinus, a scris despre acest efort:
„Iulian s-a gândit să reconstruiască cu o cheltuială extravagantă Templul care să fie mândria Ierusalimului încă o dată și l-a angajat în acest sens pe Alypius din Antiohia. Alypius s-a apucat puternic de lucru și a fost secondat de guvernatorul provinciei atunci când bile înspăimântătoare de foc au distrus fundațiile. Aceste [bile] și-au continuat atacurile până când muncitorii, după încercări repetate, nu s-au mai putut apropia mai mult și s-a renunțat la această încercare.”—Ammianus Marcellinus
Eșecul de a reconstrui Templul a fost atribuit unui cutremur din Galileea din 363 și ambivalenței evreilor în legătură cu acest proiect. Sabotajul este o posibilitate, dar și un incendiu accidental. Intervenția divină a fost explicația preferată în rândul istoricilor creștini ai timpului. Sprijinul lui Iulian acordat evreilor, venind după ostilitățile manifestate de împărații dinaintea sa, au făcut ca creștinii să-l numească „Iulian Păgânul” (sau Apostatul - Apostazia este un termen care se referă la renunțarea formală la o religie anumită de către o persoană sau mai multe).

## Origine
|  |                              |  |  |  |  |  |  |  |  |  |  |  |  |  |  |  |
|  | 4. Constantius Chlorus       |  |  |  |  |  |  |  |  |  |  |  |  |  |  |  |
|  |                              |  |  |  |  |  |  |  |  |  |  |  |  |  |  |  |
|  |                              |  |  |  |  |  |  |  |  |  |  |  |  |  |  |  |
|  | 2. Julius Constantius        |  |  |  |  |  |  |  |  |  |  |  |  |  |  |  |
|  |                              |  |  |  |  |  |  |  |  |  |  |  |  |  |  |  |
|  |                              |  |  |  |  |  |  |  |  |  |  |  |  |  |  |  |
|  | 5. Flavia Maximiana Theodora |  |  |  |  |  |  |  |  |  |  |  |  |  |  |  |
|  |                              |  |  |  |  |  |  |  |  |  |  |  |  |  |  |  |
|  |                              |  |  |  |  |  |  |  |  |  |  |  |  |  |  |  |
|  | 1.Julian                     |  |  |  |  |  |  |  |  |  |  |  |  |  |  |  |
|  |                              |  |  |  |  |  |  |  |  |  |  |  |  |  |  |  |
|  |                              |  |  |  |  |  |  |  |  |  |  |  |  |  |  |  |
|  | 6. Julius Julianus           |  |  |  |  |  |  |  |  |  |  |  |  |  |  |  |
|  |                              |  |  |  |  |  |  |  |  |  |  |  |  |  |  |  |
|  |                              |  |  |  |  |  |  |  |  |  |  |  |  |  |  |  |
|  | 3. Basilina                  |  |  |  |  |  |  |  |  |  |  |  |  |  |  |  |
|  |                              |  |  |  |  |  |  |  |  |  |  |  |  |  |  |  |
|  |                              |  |  |  |  |  |  |  |  |  |  |  |  |  |  |  |
|  | 7. (Necunoscut)              |  |  |  |  |  |  |  |  |  |  |  |  |  |  |  |
|  |                              |  |  |  |  |  |  |  |  |  |  |  |  |  |  |  |
|  |                              |  |  |  |  |  |  |  |  |  |  |  |  |  |  |  |

## Legături externe
- Lucrări de Iulian Apostatul la Proiectul Gutenberg
- Laws of Julian. Two laws by Constantius II, while Julian was Caesar.
- Imperial Laws and Letters Involving Religion, some of which are by Julian relating to Christianity.
- A 4th century chalcedony portrait of Julian, Saint Petersburg, The State Hermitage Museum.
- Julian's Spin Doctor: The Persian Mutiny, Article by Adam J. Bravo.
- Rowland Smith's "Julian's Gods", Review by Thomas Banchich.
- Excerpt from by Adrian Murdoch, The Last Pagan Arhivat în 26 iunie 2008, la Wayback Machine. at the California Literary Review.
- The Julian Society. A society of pagans who admire Julian.
- The Emperor Julian, Paganism and Christianity, by Gerald Henry Rendall
- Julian the Apostate Arhivat în 16 martie 2014, la Wayback Machine. why he was important, and his place in world history, by Andrew Selkirk
- Letters in Epistolographi graeci, R. Hercher (ed.), Parisiis, editore Ambrosio Firmin Didot, 1873, pp. 337-391.